# José Manuel Herrero
José Manuel García Herrero (* 4. April 1950 in Gijón; † 30. November 2014) war ein spanischer Fußballspieler.

## Karriere

### Vereine
Herrero, gegenüber Ángel Herrero auch unter dem Spielernamen Herrero II bekannt, spielte 17-jährig für den in seinem Geburtsort ansässigen Real Gijón (ab 1976 Sporting Gijón) in der Segunda División, der zweithöchsten Spielklasse im spanischen Fußball. Von 1967 bis 1970 bestritt er 50 Punktspiele, wobei er von Saison zu Saison mehr Einsätze erhielt. Sein Debüt gab er am 14. Januar 1968 (16. Spieltag) bei der 0:3-Niederlage im Auswärtsspiel gegen Racing Santander, seinem einzigen Saisonspiel. Sein erstes von insgesamt zehn Toren erzielte er am 2. März 1969 (24. Spieltag) beim 6:2-Sieg im Heimspiel gegen den Aufsteiger CD Alavés mit dem Treffer zum 3:1 in der 66. Minute. Als Meister aus der zweiten Spielklasse hervorgegangen, spielte er fortan und bis Saisonende 1975/76 in der Primera División. Mit dem Abstieg seiner Mannschaft als Letzter im Klassement, wechselte er zur Saison 1976/77 zu Racing Santander, dem er bis Saisonende 1977/78 angehörte, in der letzten Saison jedoch kein Punktspiel mehr bestritt.

### Nationalmannschaft
Mit der Amateurnationalmannschaft Spaniens nahm er am Wettbewerb um den UEFA Amateur Cup teil. In der zweiten Auflage 1969/70 ging er mit seiner Mannschaft als Sieger aus der Gruppe 2 hervor und gelangte in der Endrunde mit dem 6:0-Sieg über die Amateurnationalmannschaft Italiens ins Finale. Da die Finalbegegnung am 3. Juli 1970 in Forte dei Marmi gegen die Amateurnationalmannschaft der Niederlande mit 1:1 n. V. keinen Sieger fand, wurde das Spiel einen Tag später an selber Stätte wiederholt. In diesem setzte er sich mit seiner Mannschaft mit 2:1 durch.

## Erfolge
- Europameister der Amateure 1970
- Aufstieg in die Primera División 1970